# San Filippo di Pellaro
 (juillet 2025).
 (octobre 2023).
San Filippo (San Fulìppu en dialecte de  Reggio) de Pèllaro est un hameau (frazione en italien) de la commune de la Reggio de Calabre et fait partie du « 15e district de décentralisation communale ».

## Les origines
Le premier document officiel dans lequel apparaît le nom de Pèllaro est lié au monastère de San Filippo et remonte à environ 1067. À cette époque, ces terres sont témoins de la migration de moines de rite grec, qui fuient la Sicile, persécutés par les Turcs musulmans qui ont alors envahit l'île. Ce sont précisément ces moines qui fondent les monastères basiliens en Calabre, dont celui de San Filippo d'Argirò. Aujourd'hui, à l'endroit où se trouvait le monastère, il ne reste que les ruines d'une église, au nord de la vallée de Fiumarella, dans un site bénéficiant d'une vue panoramique et situé à environ 3 km de la mer. À proximité, l'église actuelle, qui perpétue le nom, a quant à elle été construite en 1961.

## Histoire
Également appelé San Filippo d'Jiriti (ou Iriti/de Gruti/de Mirrisi), le hameau tire son nom du monastère qui y fut fondé, sur le territoire de Pèllaro. Et c'est ici, sur les collines derrière ce village, à environ 3 km de la ville de Pèllaro, sur la rive droite du ruisseau Fiumarella, au pied de la Motta San Giovanni, que l'on peut encore voir aujourd'hui les ruines de l'ancien monastère à côté de la petite église reconstruite.
La naissance de cette institution sacrée a des origines anciennes. Dans la seconde moitié du VIe siècle, un jeune homme nommé Filippo, d'origine syriaque, est chargé par le pape de l'époque (son nom n'est pas précisé dans les documents officiels) de se rendre en Sicile pour éloigner les esprits démoniaques présent au pied de l'Etna. Au cours de son voyage depuis Rome, il s'arrête dans diverses régions du pays, notamment à Reggio de Calabre, juste avant d'arriver à Messine et de se rendre ensuite à Agira. C'est précisément dans cette ville, où il accomplit une grande partie de sa vie apostolique, qu'il est enterré et est appelé San Filippo d'Agira ou d'Argirò. La dévotion et le culte envers ce saint ont été transmis par le peuple sicilien qui s'est échappé de son île pour se réfugier sur les côtes calabraises afin d'échapper aux invasions des sarrasins.
Dans l'église actuelle se trouve une statue en bois (d'environ deux mètres de haut, sculptée à Florence en 1918 pour une offrande votive de Vitaliano Scambia avec une offrande populaire et restaurée depuis) représentant San Filippo tenant une créature démoniaque attachée à sa chaîne. On en déduit donc que ce monastère appartient à l'ordre basilien. Il est mentionné dans les textes des Dîmes de 1274 à 1434, et l'importance des sommes versées définit le bien-être et l'opulence dont il disposait à l'époque. Quelques siècles plus tard (il passa en honneur aux prélats séculiers), exactement en 1457, succéda Atanasio Calceopulo (qui définissait le monastère comme « de Gruti » et le plaça à environ deux kilomètres de Motta San Giovanni, vers la mer). Le monastère se trouve alors définitivement en déclin. Seul un moine âgé nommé Verzanofro y habite, tandis que l'abbé habite loin du monastère. Près et autour de celui-ci, il ne reste que des animaux en pâturage.
En 1473, le moine Giovanni est présent au monastère en tant que prélat, qui en 1475 le fusionna avec le monastère de Sant'Antonio del Campo. Au siècle suivant, en 1551, il fut inspecté par Terracina, qui rapporte que le monastère est gardé par un abbé d'origine grecque nommé Barnaba Catanoso et deux moines, qui maintiennent l'abbaye en excellent état en célébrant régulièrement la fonction avec un rite grec (cette alternance de conditions dénote que le couvent était entretenu selon les intérêts des moines qui y résidaient). Peu de temps après, en 1555, Catanoso renonce à la responsabilité du monastère ; en examinant d'autres documents du Vatican, on peut voir que, après lui, suivent Giovanni del Guerreco jusqu'en 1577, Aurelio Saviniano da Bologna jusqu'en 1579, puis l'abbé Don Giulio Cesare Minutolo, ou fils de Giovanni Minutolo, baron de Motta San Giovanni de 1561 et 1564, comme en témoigne la Visite de D'Afflitto, texte datant de 1595. Toujours de D'Afflitto on sait qu'en 1594, il convenait de procéder à des rénovations à la suite des dégâts causés par les invasions ottomanes. Quelques notes du couvent nous sont également rapportées : « l'église mesure environ 7,50 mètres sur 4,50 mètres, que la fête du Saint est célébrée le 12 mai de chaque année (la fête du Saint n'est plus célébrée depuis environ 30 ans et la date de l'anniversaire est le 26 mai). Les seuls événements festifs ont lieu au mois d'août. Quelques années plus tard, à la mort de Giulio Cesare Minutolo en 1628, le haut prélat transmet la charge du monastère à la Communauté latine de Reggio. »
La dernière information remarquable vient de l'archevêque Francesco Converti en 1888, qui souligne que l'église et le monastère font partie (comme c'est toujours le cas aujourd'hui) de la paroisse de Pèllaro-Lume.

## Le monastère et l'église

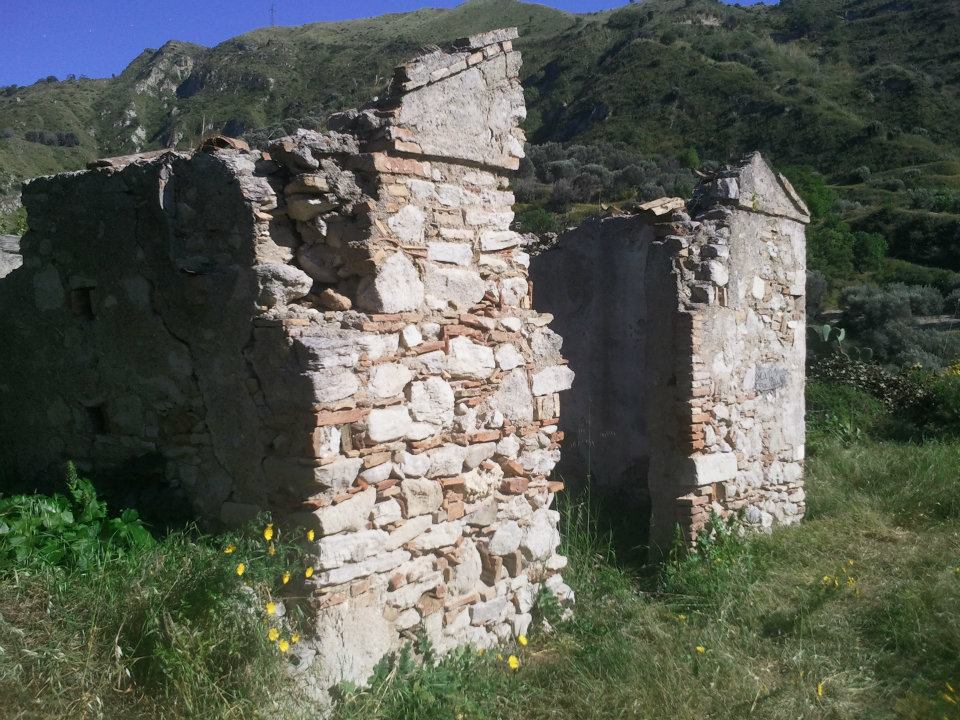
Ruines du monastère de San Filippo d'Argirò à Pellaro.

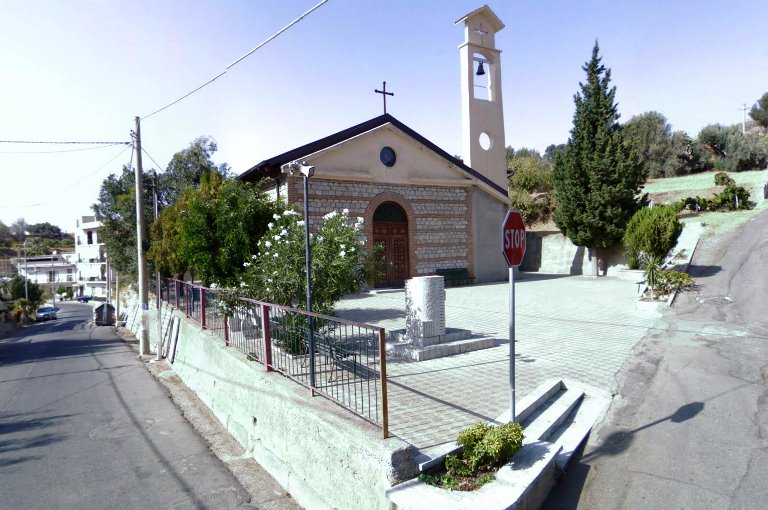
Église de San Filippo di Pellaro.

Dans la zone de San Filippo, dans ce qu'on appelait alors Contrada degli Jiriti, se trouvent les ruines de l'ancien monastère basilien dédié à San Filippo d'Argirò qui remonte au XIIe siècle. Actuellement, il n'est pas possible de connaître la véritable structure de l'ensemble, étant donné que l'on ne peut observer que des décombres informes et pour la plupart enfouis, quelques piliers avec des arcs en plein cintre et une abside. Les ruines surplombent la rive droite du ruisseau Fiumarella, tandis que de l'autre côté se profilent les pentes de la colline de Monalla (Munadda). Par ailleurs, on remarque une petite niche en chaux, probablement peinte, trois arches dont deux souterraines, d'orientation est-ouest, et une d'orientation nord-sud.
Selon le savant De Lorenzo, le monastère décline vers le XVe siècle. Les ruines ont ensuite disparut, seule reste une église. D'autres témoignages révèlent que le monastère de San Filippo di Argirò di Pellaro fut commandé en 1130 par Roger II, dit Roger le Normand, fils et successeur de Roger Ier de Sicile de la dynastie d'Altavilla. Il fut roi de Sicile, des Pouilles et de Calabre de 1130 à 1154. On lui attribue l'unification sous un seul royaume de toutes les conquêtes normandes de l'Italie du Sud et l'organisation d'un gouvernement efficace, personnalisé et centralisé.
L'église de San Filippo, dédiée au saint homonyme d'Argirò, est de construction récente (1961) et se compose d'une seule nef, avec un presbytère surélevé et sans abside. Le toit avec de grandes fermes en bois date des travaux réalisés en 1997. L'extérieur en maçonnerie classée présente une façade à pignon avec un clocher latéral, datant également des travaux de 1997. L'unique entrée est voûtée et au-dessus il y a une rosace en verre représentant la Madone, créée par l'artiste Mario Strati.

## Le pays

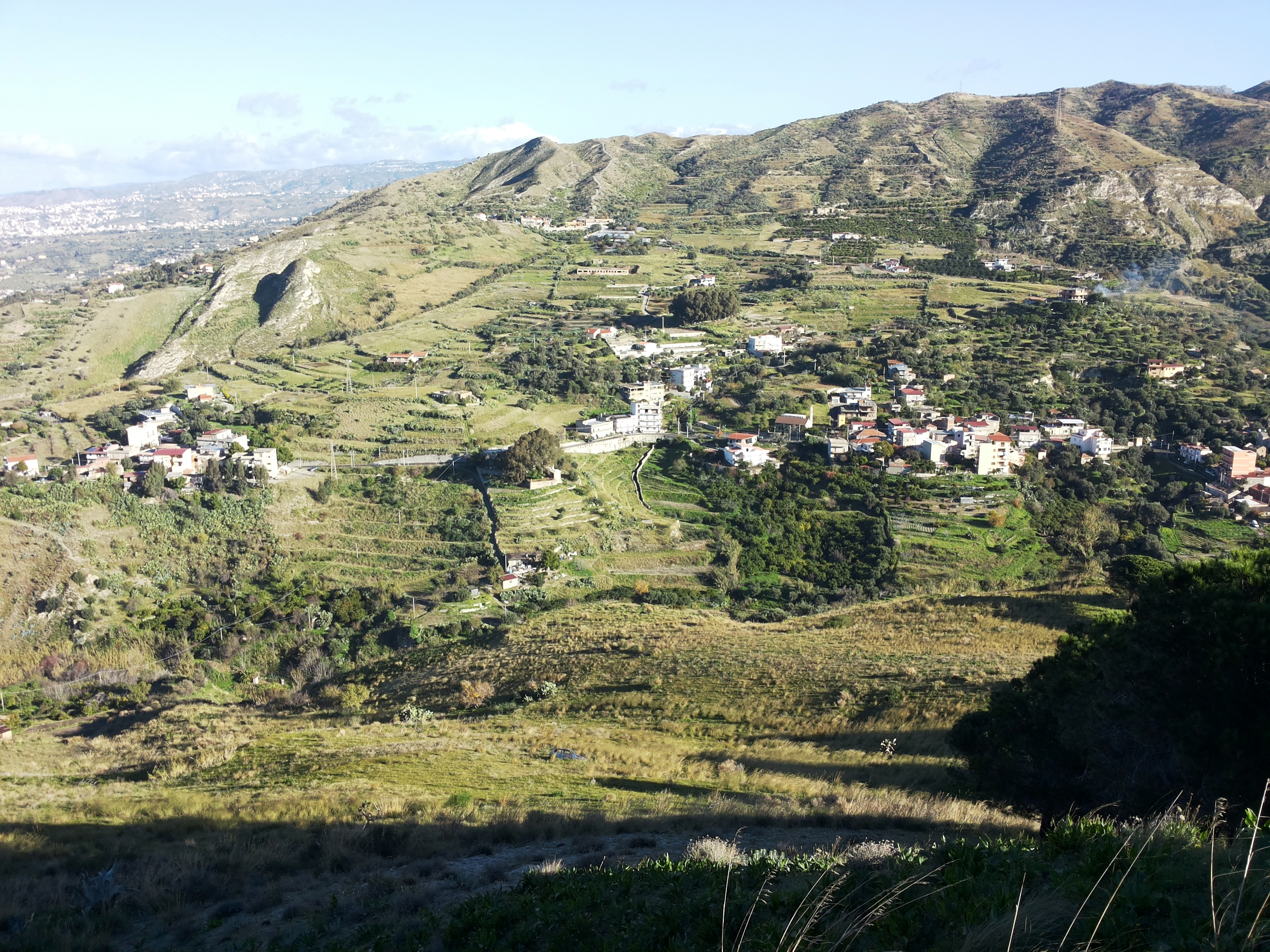
Vue panoramique de San Filippo di Pellaro.

Le village de San Filippo est situé à 3 km de la côte de Pèllaro, à 10,95 km au sud de la commune de Reggio de Calabre. Il est limitrophe avec la commune de Motta San Giovanni, bordé par la vallée de la Fiumarella et traversé par le ruisseau du même nom. Il est peuplé par environ 500 habitants le long de l'unique route qui part de la Via Sopralume (intersection au kilomètre 7 de la Strada Statale 106 Jonica) sur environ trois kilomètres jusqu'à la place municipale qui marque la fin de l'itinéraire. Le pays est divisé en différentes zones appelées comme suit :
- Comuneria (en Cumunia) au nord du village ;
- Largo (U Largu) au nord du village ;
- Rosario (U Rusariu) au nord-ouest du village ;
- Stretto (U Strittu) au sud du village ;
- Feudo (U Feu) au sud-est du village.

Il existe également une autre zone voisine au nord du village appelée Pantano (Pantanu) dans laquelle se trouve un tunnel (un puits ayant appartenu au baron Nesci) qui satisfait une grande partie des besoins en eau de Pellaro depuis plus d'un siècle. Le village est principalement composé de bâtiments nouvellement construits, mais il existe également des bâtiments anciens, dont certains ont été récemment rénovés. Il y a deux places, dont l'une se trouve devant l'église et est un lieu pour des événements publics et sociaux.

## Service de transport urbain
Le hameau est desservi par la ligne 113 de l'ATAM (acronyme d'Azienda Trasporti per l'Area Metropolitana), la société de transport en commun de Reggio de Calabre.

## Le vin
Le vin de San Filippo di Pellaro est l'un des vins rouges les plus renommés de la viticulture calabraise (vin de Pellaro (it)). Même l'historien et érudit Flavius Magnus Aurelius Cassiodorus, qui vivait à Squillace, vantait dans certains manuscrits les qualités saines de cette boisson enivrante. Ce vin est produit à partir de raisins Nerello Campoto, Alicante, Malvasia Bianca et Bordeaux. Il a une couleur rouge rubis plus ou moins foncé, un arôme vineux et une saveur sèche. Il est produit sur les collines de Pellaro (Pantano et San Filippo), sur un sol sableux et sec, ensoleillé et à une altitude de 100 à 150 mètres. Les vendanges ont lieu vers la mi-septembre ; après le pressurage, les raisins fermentent pendant 48 à 60 heures, puis sont pressés. Le moût est ensuite placé dans des cuves en acier à température contrôlée, où il restera jusqu'au premier soutirage de novembre. Après une nouvelle décantation en février et en mai, le vin est placé en fûts de chêne pendant environ deux mois. Puis il est mis en bouteille, 18 mois après les vendanges, où il sera affiné pendant au moins deux mois. La teneur en alcool est de 14° à 16°.